# Арбиньи
Арбиньи́ (фр. Arbigny) — коммуна во Франции, находится в регионе Рона — Альпы. Департамент — Эн. Входит в состав кантона Пон-де-Во. Округ коммуны — Бурк-ан-Брес.
Код INSEE коммуны — 01016.

## География
Коммуна расположена приблизительно в 330 км к юго-востоку от Парижа, в 80 км севернее Лиона, в 36 км к северо-западу от Бурк-ан-Бреса.
На западе коммуны протекает река Сона.

## Климат
Климат полуконтинентальный с холодной зимой и тёплым летом. Дожди бывают нечасто, в основном летом.

## Население
Население коммуны на 2010 год составляло 399 человек.
| 1962 | 1968 | 1975 | 1982 | 1990 | 1999 | 2010 |
| ---- | ---- | ---- | ---- | ---- | ---- | ---- |
| 407  | 353  | 334  | 311  | 314  | 330  | 399  |

## Администрация
| Период | Период | Фамилия          | Партия | Примечания |
| ------ | ------ | ---------------- | ------ | ---------- |
| 1995   | 2008   | Кристиан Берарде |        |            |
| 2008   | 2014   | Мишель Вьё       |        |            |
| 2014   | 2020   | Даниель Гра      |        |            |

## Экономика
В 2010 году среди 250 человек трудоспособного возраста (15—64 лет) 188 были экономически активными, 62 — неактивными (показатель активности — 75,2 %, в 1999 году было 72,7 %). Из 188 активных жителей работали 173 человека (98 мужчин и 75 женщин), безработных было 15 (8 мужчин и 7 женщин). Среди 62 неактивных 13 человек были учениками или студентами, 32 — пенсионерами, 17 были неактивными по другим причинам.

## Фотогалерея

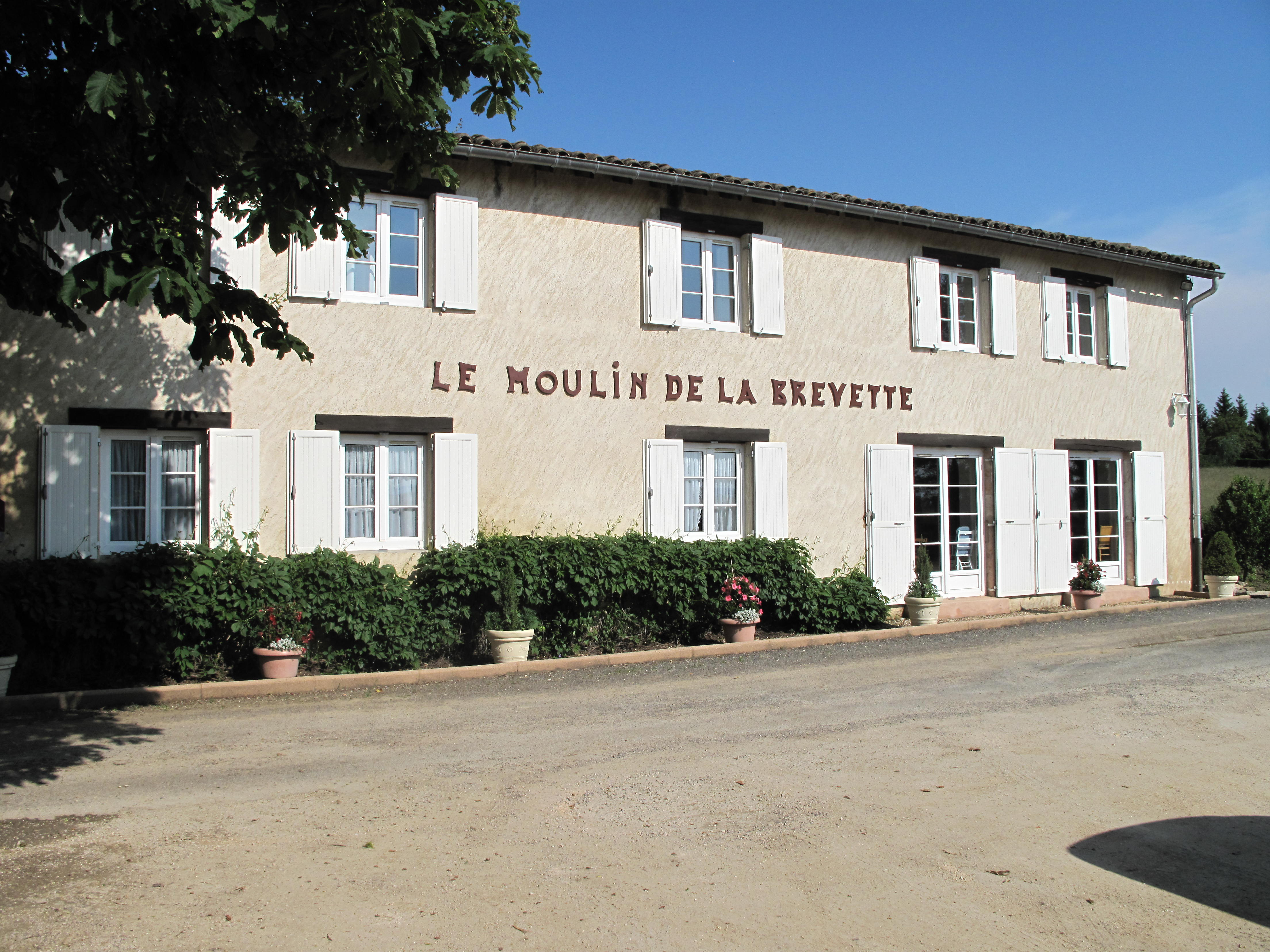
Отель Мулен-де-ла-Бевет
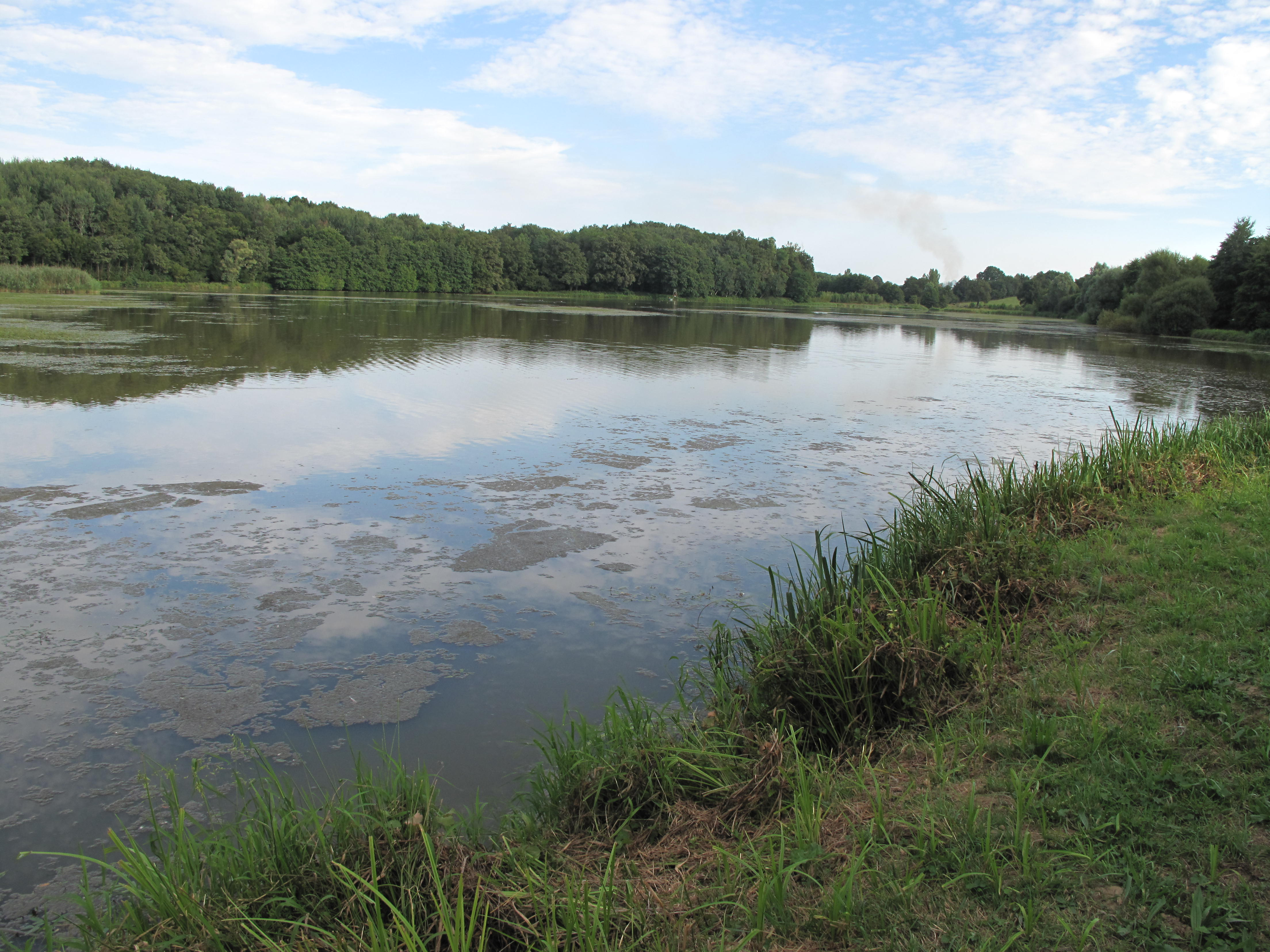
Озеро
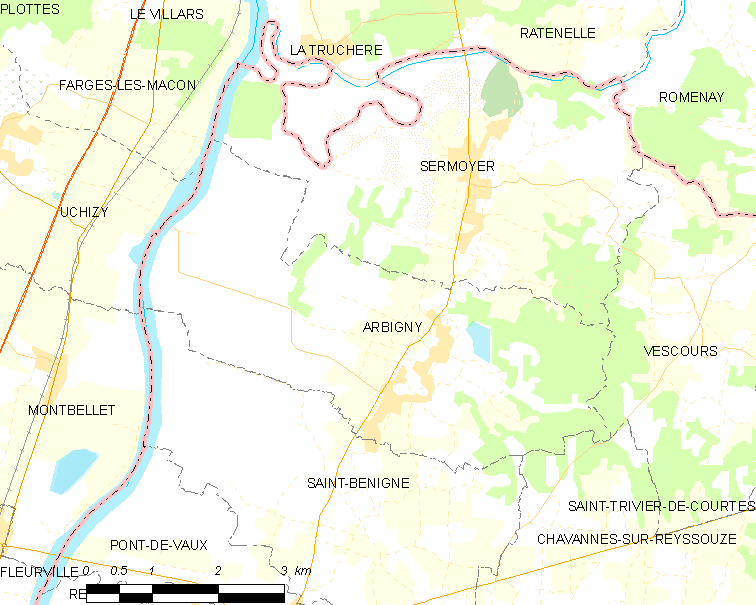
Карта коммуны